# Hong Taiji
Hong Taiji, eller Hung Taiji, eller Huang Taiji, eller Abahai, född 28 november 1592, död 21 september 1643, var en manchurisk hövding och den andre khanen av den "senare Jindynastin", vilken han döpte om till Qingdynastin år 1636.
Hung Taiji konsoliderade det välde som hans far Nurhaci byggt upp i Manchuriet och förberedde dynastins erövring av Kina. 1635 ändrade han namnet på jurchen-folket till manchuer, vilket förblev namnet på denna etniska grupp till våra dagar.
1627 och 1636 ledde han två invasioner av Joseondynastins Korea, som tvingades avbryta sina förbindelser med Mingdynastin och istället blev en tributpliktig vasallstat till Hung Taijis Qingrike.